# Design de interface
Design de interface é o desenvolvimento de computadores, aplicações, máquinas, dispositivos de comunicação móveis, softwares e sítios web com o foco na experiência dos usuários e interação. Também conhecido como UI (User Interface) design, é uma disciplina que se concentra na criação de interfaces gráficas interativas para sistemas digitais. Essas interfaces são projetadas para facilitar a interação entre os usuários e os dispositivos ou aplicativos com os quais eles interagem. O design de interface desempenha um papel fundamental na usabilidade, na experiência do usuário e no sucesso de um produto ou serviço digital.

## Princípios do Design de Interface

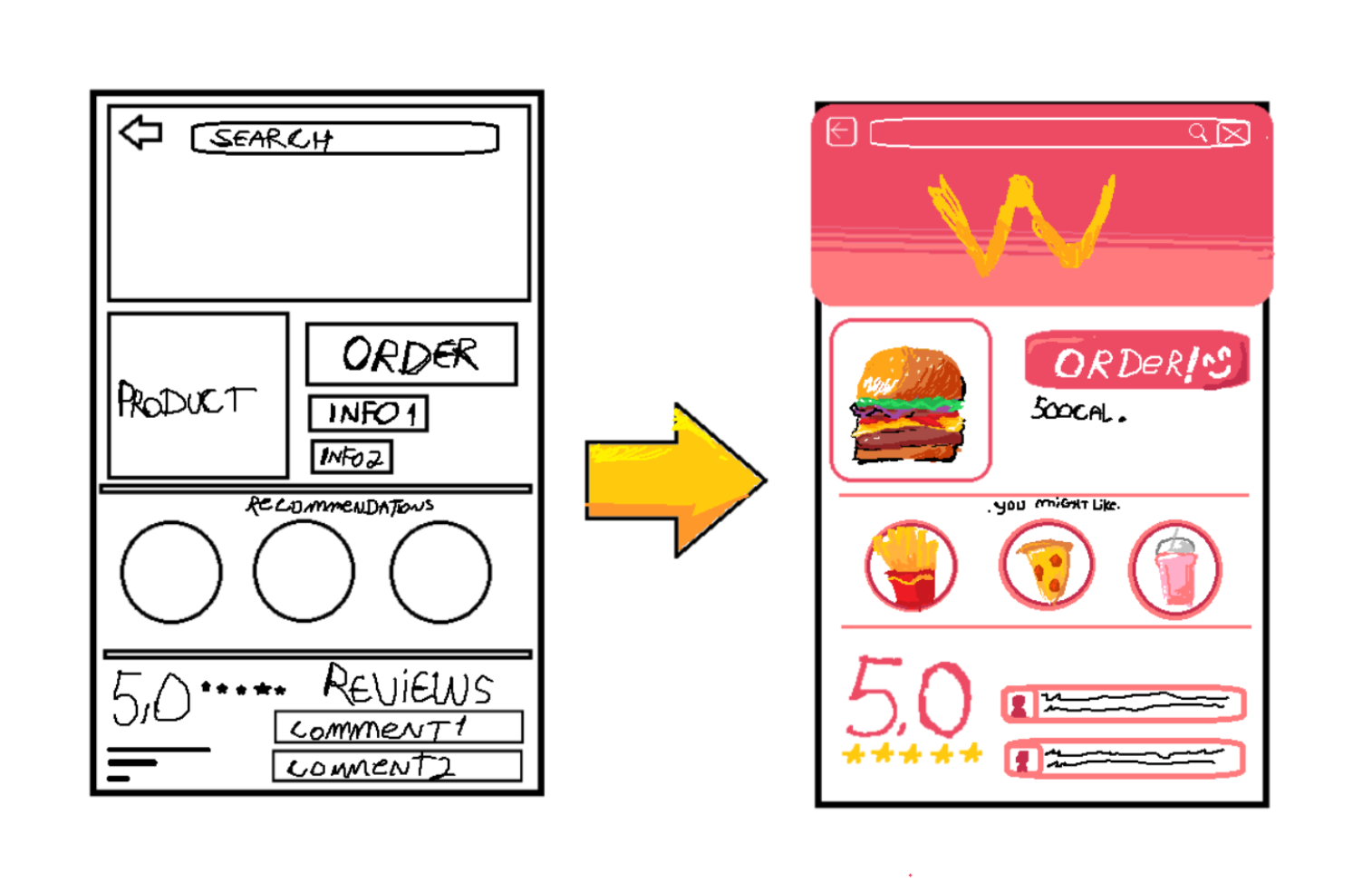
Desenho de uma Interface sendo projetada para aplicativo mobile

O design de interface busca equilibrar estética, funcionalidade e usabilidade, levando em consideração os seguintes princípios:

#### Eixo[2]
O eixo consiste em uma espécie de linha imaginária, para dividir elementos proporcionais. A ideia de eixo é fundamental para aplicar os conceitos de alinhamento, reforço, movimento e continuidade.

#### Simetria[2]
Resume-se na disposição de elementos igualmente em ambos os lados. A simetria busca trazer equilíbrio, entretanto a assimetria quando bem aplicada também causa o mesmo efeito.

#### Hierarquia[2]
A hierarquia dentro do design de interface se propõe a priorizar um elemento em detrimento do outro a partir de um critério, que pode ser tamanho, forma e posição.

#### Ritmo[2]
Diz respeito à cadência dos elementos, afim de manter uma linearidade. Esses elementos tendem a manter um padrão, entretanto o recurso de quebra pode ser utilizado no intuito de chamar atenção para algo dentro da interface.

## Objetivo
O objetivo do design de interface de utilizador é tornar a interação do utilizador o mais simples e eficiente possível, em termos de realização dos objetivos do utilizador - o que normalmente é chamado de design centrado no usuário. Um bom design de interface de utilizador facilita a conclusão da tarefa manualmente sem chamar atenção desnecessária para si. O design gráfico pode ser utilizado para suportar sua usabilidade. O processo de design deve equilibrar funcionalidade técnica e elementos visuais (e.g., modelo mental) para criar um sistema que não é apenas operacional mas também útil e adaptável para alterar as necessidades do utilizador.
O design de interface está envolvido em uma série ampla de projetos de sistemas de computador, carros, até à aviação comercial; todos esses projetos envolvem muitos das mesmas interações humanas básicas mas também exigem algumas habilidades e conhecimentos únicos. Como resultado, os designers tendem a se especializar em determinados tipos de projetos e possuir habilidades centradas em torno das suas experiências, quer seja design de software, a pesquisa de utilizadores, design web ou design industrial.

## Etapas do design de interface
O processo de design de interface é uma abordagem sistemática que os designers seguem para criar interfaces gráficas eficazes. Embora os detalhes do processo possam variar dependendo do contexto e das preferências da equipe, geralmente envolve as seguintes etapas:
1. Pesquisa e análise: O processo começa com uma pesquisa aprofundada sobre o público-alvo, as necessidades dos usuários e o contexto de uso da interface. Os designers coletam informações sobre as metas do projeto, requisitos funcionais e restrições técnicas. Isso ajuda a estabelecer uma base sólida para o design.[5]
2. Definição de requisitos: Com base na pesquisa, os designers identificam os principais requisitos e funcionalidades que a interface deve atender. Eles mapeiam os fluxos de trabalho, criam personas e desenvolvem cenários de uso para compreender melhor as necessidades e expectativas dos usuários.[5]
3. Prototipagem: Nesta etapa, os designers criam protótipos de baixa fidelidade, geralmente usando ferramentas de prototipagem como wireframes. Isso ajuda a visualizar a estrutura da interface, a disposição dos elementos e a sequência das telas. Os protótipos são iterados e refinados com base no retorno dos stakeholders e na análise de usabilidade.[5]
4. Design visual: Uma vez que a estrutura e a funcionalidade da interface são definidas, o designer de interface trabalha na estética visual. Eles selecionam cores, tipografia, ícones e outros elementos visuais que sejam consistentes com a identidade visual da marca e a intenção do projeto. O objetivo é criar uma interface atraente e coesa que seja agradável aos olhos dos usuários.[5]
5. Testes e interação: Após o design visual, os protótipos de alta fidelidade são desenvolvidos e testados com usuários reais. Os testes de usabilidade ajudam a identificar problemas e melhorar a experiência do usuário. Com base nos resultados dos testes, os designers fazem iterações e refinamentos adicionais no design para aprimorar a usabilidade e a eficácia da interface.[5]
6. Implementação: Após a fase de design, o processo passa para a implementação da interface, onde os designers trabalham em colaboração com desenvolvedores para transformar o design em código funcional. É importante manter uma comunicação aberta durante essa fase para garantir que a visão de design seja implementada com precisão.[5]
7. Avaliação contínua: Após o lançamento da interface, a avaliação contínua é fundamental. Os designers coletam feedback dos usuários e monitoram o desempenho da interface para identificar oportunidades de melhoria. Esse ciclo de feedback contínuo ajuda a aprimorar a interface com base na experiência real dos usuários.[5]

É importante destacar que o processo de design de interface é iterativo e flexível, permitindo ajustes e refinamentos ao longo do tempo. O objetivo final é criar uma interface que seja intuitiva, fácil de usar e atenda às necessidades dos usuários de forma eficaz.

## Ferramentas e Técnicas
Existem várias ferramentas e técnicas utilizadas no design de interface, como softwares de prototipagem, wireframes, mapas de navegação e testes de usabilidade. Essas ferramentas ajudam os designers a visualizar e iterar suas ideias, permitindo aprimoramentos contínuos da interface. Entre eles, podemos listar:
- Construção de personas;
- Jornada de consumo;
- User flow;
- Analise de concorrentes / Benchmarking;
- Proposição de Valor;
- Brainstorming ou Gamestorming;
- Mood Boards;
- Taxonomia dos arquivos;
- Roadmaps;[5]
- Wireframes;
- Sketchs;
- Figma;
- Adobe XD[7]
- Entre outros...

## Impactos do design de interface
O design de interface tem um impacto significativo no sucesso de produtos e serviços digitais,  pra além da garantia de acessibilidade de diversos grupos. Uma interface bem projetada melhora a experiência do usuário, proporcionando facilidade de uso, usabilidade aprimorada e uma democratização dos meios digitais. Além disso, uma interface atraente e envolvente ajuda a reter e engajar os usuários. O design de interface também influencia a percepção da marca, transmitindo profissionalismo e cuidado com a experiência do usuário. Além disso, interfaces eficazes podem impulsionar o desempenho dos negócios, aumentando as taxas de conversão e a retenção de clientes. O design de interface também desempenha um papel importante na acessibilidade e inclusão, garantindo que todos os usuários possam acessar e utilizar produtos digitais. Em suma, o design de interface tem um impacto abrangente e vital para o sucesso digital.